# Anthela xanthocera
Anthela xanthocera is een vlinder uit de familie van de Anthelidae. De wetenschappelijke naam van de soort is voor het eerst geldig gepubliceerd in 1922 door Turner.